# إم تي في انبلجد إن نيويورك
إم تي في انبلجد إن نيويورك (بالإنجليزية: MTV Unplugged in New York) هو ألبوم مباشر لفرقة الروك الأمريكية نيرفانا. يضم الألبوم أداء صوتي تم تسجيله في استديوهات سوني ميوزيك في مدينة نيويورك في 18 نوفمبر عام 1993، لصالح
برنامج إم تي في انبلجد (بالإنجليزية: MTV Unplugged)

## وصلات خارجية
- إم تي في انبلجد إن نيويورك على موقع أول موفي (الإنجليزية)

- MTV Unplugged in New York at يوتيوب (streamed copy where licensed)
- MTV Unplugged in New York at Acclaimed Music (list of accolades)
- إم تي في انبلجد إن نيويورك على Discogs (قائمة بالإصدارات)